# Birkenweiher 77
Die Villa Birkenweiher 77 ist ein denkmalgeschütztes repräsentatives Wohngebäude im Solinger Stadtbezirk Mitte. Es befindet sich an der Straße Birkenweiher, einem Abschnitt der Bundesstraße 229, am Rande des Südparks gegenüber dem ehemaligen Werksgelände der Firma Kieserling & Albrecht. Unmittelbar benachbart liegt das Haus Herkersdorf.
Der Bauherr Ernst Kugel war als Kaufmann bei der Gießerei Rautenbach am Mangenberg beschäftigt. Er ließ 1925 für sich und seine Frau in der damals noblen Wohngegend mit mehreren Villengebäuden südlich der Solinger Altstadt eine monumentale, neubarocke Villa errichten. Mit der Planung der Villa beauftragte er die Solinger Architekten Wilhelm Scherer und Hermann Oelrich. Die vierachsige Straßenfassade wird durch zwei außenliegende repräsentative Standerker dominiert. Im Dach befinden sich zu zwei Seiten große Zwerchhäuser, zur Straßenfassade hin mit einem repräsentativen Dreiecksgiebel. Der Hauseingang befindet sich auf der westlich zur Lutherkirche liegenden Seite.:59f.
Während die Nachbargebäude, ebenfalls zwei repräsentative Villen, durch die Luftangriffe auf Solingen während des Zweiten Weltkriegs zerstört wurden, überstand das Gebäude Birkenweiher 77 den Luftkrieg, Am 31. Mai 1999 wurde die Villa als Nummer 996 in die Denkmalliste der Stadt Solingen eingetragen. Das Gebäude wurde Mitte der 2010er Jahre saniert und erhielt einen neuen Fassadenanstrich. Auch das verwilderte Grundstück wurde aufgewertet.